# Margot Bingham
Margot Bingham (Pittsburgh, 6 de dezembro de 1987) é uma atriz, cantora e compositora norte-americana. Ela é mais conhecida por seu papel como cantora de jazz Daughter Maitland na série dramática de época da HBO, Boardwalk Empire. Em 2015, Bingham começou a estrelar como um dos personagens principais da série dramática da ABC, The Family. Em 2021, ela estrelou a décima primeira e última temporada de The Walking Dead como Stephanie Vega.

## Vida e carreira
Bingham nasceu em dezembro de 1987 e foi criada no subúrbio de Green Tree, em Pittsburgh, Pensilvânia, filha de Craig Bingham, ex-linebacker do Pittsburgh Steelers, e Lynne Bingham. Ela se formou em 2006 na Pittsburgh High School for the Creative and Performing Arts e frequentou a Point Park University por dois anos antes de se mudar para a cidade de Nova Iorque. Ela começou a aparecer no palco lá em 2010 e teve um papel no revival de Rent em 2011. Durante esse mesmo tempo, ela coestrelou a série da web In Between Men e se apresentou no BAM Cafe na Brooklyn Academy of Music.
Em 2013, Bingham foi escalada para o papel recorrente da cantora de jazz dos anos 1920, Daughter Maitland, na série dramática de época da HBO, Boardwalk Empire, pela qual recebeu críticas positivas da crítica. Em 2014, ela teve o papel recorrente na série de curta duração da El Rey Network, Matador. Em 2015, Bingham foi escalada como uma das personagens principais femininas ao lado de Joan Allen na série dramática da ABC, The Family, criada por Jenna Bans.

## Vida pessoal
Bingham é descendente de jamaicanos por parte de pai e de descendência judia-alemã e russa por parte de mãe. Bingham é judia e teve uma cerimônia de Bar Mitzvá.

## Filmografia

### Cinema
| Ano  | Título                   | Papel          | Notas |
| ---- | ------------------------ | -------------- | ----- |
| 2013 | Burning Blue             | Devon          |       |
| 2014 | Fugly!                   | Black Girl     |       |
| 2015 | Her Composition          | Gila           |       |
| 2015 | Destined                 | Maya           |       |
| 2016 | Barbershop: The Next Cut | Bree           |       |
| 2017 | The Unattainable Story   | Alma           |       |
| 2017 | Saturday Church          | Amara          |       |
| 2017 | Anything                 | Brianna        |       |
| 2018 | A Vigilante              | Joyce Richards |       |
| 2018 | Then Came You            | Lucy           |       |

### Televisão
| Ano       | Título                    | Papel                              | Notas                                                                            |
| --------- | ------------------------- | ---------------------------------- | -------------------------------------------------------------------------------- |
| 2010–2013 | In Between Men            | Kendra Sharpe                      |                                                                                  |
| 2013      | Golden Boy                | Uniform                            | Episódio: "Next Question"                                                        |
| 2013–2014 | Boardwalk Empire          | Daughter Maitland                  | Papel recorrente, 11 episódios                                                   |
| 2014      | Matador                   | Billie                             | Papel recorrente, 6 episódios                                                    |
| 2016      | The Family                | Sargento Nina Meyer                | Série regular                                                                    |
| 2017      | Queen Sugar               | Tamar Judith                       |                                                                                  |
| 2017      | She's Gotta Have It       | Clorinda                           | Série regular                                                                    |
| 2017      | Blue Bloods               | Agente Especial Maureen Bell       | Episódio: "Pain Killers..."                                                      |
| 2018      | The Marvelous Mrs. Maisel | Cantora da banda Steiner Resort    | Não creditado, episódio: "We’re Going to the Catskills!"                         |
| 2018      | One Dollar                | Cass                               | Papel recorrente                                                                 |
| 2018–2023 | New Amsterdam             | Evie                               | Papel recorrente                                                                 |
| 2019–2022 | The Walking Dead          | "Stephanie" / Maxxine "Max" Mercer | Voz não creditada (T9), convidada (T10), também protagonista (T11); 16 episódios |
| 2023      | Lawmen: Bass Reeves       | Sara Jumper                        |                                                                                  |